# Golden Park
Golden Park – wielofunkcyjny stadion znajdujący się w Columbus, w stanie Georgia. Używany do rozgrywania meczów baseballowych i softballowych. Golden Park został odnowiony w 1994 roku, w celu przyjmowania rozgrywek softballowych na Letnich Igrzyskach Olimpijskich w 1996 roku, które odbyły się w mieście Columbus.